# Margaretha van Mechelen
Margaretha van Mechelen (Lier, circa 1580 – Den Haag, 17 mei 1662) bijgezet in de Pieterskerk te Leiden was een Zuid-Nederlandse edelvrouw.
Zij was een dochter van Cornelis van Mechelen, schepen van Lier te België en Barbara van Nassau-Corroy. Barbara van Nassau-Corroy stamde uit een katholieke bastaardtak van de Bredase Nassaus. Margaretha's moeder was een dochter van Paulus, jonker van Nassau en Margaretha van Lier. De grootvader van Paulus was Jan van Nassau, een bastaardzoon van Johan IV van Nassau. Door het overlijden van haar ouders werd in 1583 de zorg voor haar en een broer en zus aan drie ongehuwde tantes in Leiden toevertrouwd.
Van circa 1600 tot circa 1610 was Margaretha van Mechelen de maîtresse van Maurits van Nassau, de latere prins van Oranje. Samen kregen zij drie kinderen:
- Willem van Nassau-LaLecq (1601-1627)
- Lodewijk van Nassau-Beverweerd (1602-1665)
- Maurits (1604-5 juni 1617).

Maurits van Nassau is echter nooit met Margaretha getrouwd, waarschijnlijk omdat zij katholiek was en afkomstig van lage adel. Wel kregen hun kinderen een andere behandeling dan Maurits’ overige bastaardkinderen. Hun kinderen namen wel deel aan het hofleven.
Op zijn sterfbed in 1625 dreigde Maurits tegenover zijn toen nog ongehuwde halfbroer Frederik Hendrik graaf van Nassau dat hij alsnog met Margaretha zou trouwen als zijn broer niet zelf in het huwelijk zou treden. In dat geval zou hij ook hun buitenechtelijke zonen echten en zouden deze Maurits opvolgen als stadhouder in plaats van Frederik Hendrik. Frederik Hendrik trouwde korte tijd later, op 4 april, met Amalia van Solms. Maurits stierf op 23 april 1625